# Home Audio Video Interoperability
Home Audio Video Interoperability (oder einfach HAVi) bezeichnet eine FireWire IEEE 1394 basierte Schnittstelle für Multimediakomponenten. Vorteilhaft ist eine Interoperationalität verschiedener Komponenten sowie eine Plug-and-Play-Funktionalität.
Das zugehörige Konsortium aus den acht Industriegrößen Sony, Philips, Hitachi, Sharp, Matsushita, Thomson, Toshiba und Grundig trägt denselben Namen.